# Ясинець
Ясине́ць (раніше — Ясенець) — село в Україні, у Дубровицькій міській громаді Сарненського району Рівненської області. До 2020 підпорядковувалося Селецькій сільській раді Дубровицького району. Населення становить 508 осіб (2017). Через село проходить автошлях Рівне — Столин.

## Назва
За припущенням кандидатки філологічних наук Віри Котович назва Ясинець може бути змотивована апелятивом ясен. У минулому село згадується як Ясенець, Ясінець, Ясиново. Польською мовою згадується як Jasieniec, російською — як Ясенецъ.

## Географія
Село розташоване за 6 км від Дубровиці та 147 км від Рівного. Площа села — 0,69 км². Поблизу села протікає річка Горинь. Згідно з дослідженням 2017 року, за яким оцінювалися масштаби антропогенної трансформації території Дубровицького району внаслідок несанкціонованого видобутку бурштину, екологічна ситуація Ясинця характеризувалася як «передкризова».
Сусідні населені пункти:

### Клімат
Клімат села вологий континентальний («Dfb» за класифікацією кліматів Кеппена). Опадів 611 мм на рік. Найменша кількість опадів спостерігається в березні й сягає у середньому 28 мм. Найбільша кількість опадів випадає в червні — близько 89 мм. Різниця в опадах між сухими та вологими місяцями становить 61 мм. Пересічна температура січня — -5,6 °C, липня — 18,6 °C. Річна амплітуда температур становить 24,2 °C.
| Клімат Ясинця                     | Клімат Ясинця | Клімат Ясинця | Клімат Ясинця | Клімат Ясинця | Клімат Ясинця | Клімат Ясинця | Клімат Ясинця | Клімат Ясинця | Клімат Ясинця | Клімат Ясинця | Клімат Ясинця | Клімат Ясинця | Клімат Ясинця |
| Показник                          | Січ.          | Лют.          | Бер.          | Квіт.         | Трав.         | Черв.         | Лип.          | Серп.         | Вер.          | Жовт.         | Лист.         | Груд.         | Рік           |
| Середній максимум, °C             | −2,6          | −1,3          | 3,4           | 12,4          | 19,3          | 22,9          | 23,9          | 23,1          | 18,3          | 11,8          | 4,8           | 0,0           | 11,3          |
| Середня температура, °C           | −5,6          | −4,5          | −0,3          | 7,5           | 13,7          | 17,5          | 18,6          | 17,7          | 13,3          | 7,8           | 2,3           | −2,5          | 7,1           |
| Середній мінімум, °C              | −8,5          | −7,7          | −3,9          | 2,7           | 8,2           | 12,1          | 13,3          | 12,3          | 8,3           | 3,8           | −0,2          | −5            | 2,9           |
| Норма опадів, мм                  | 36            | 29            | 28            | 42            | 57            | 89            | 81            | 64            | 57            | 45            | 41            | 42            | 611           |
| --------------------------------- | ------------- | ------------- | ------------- | ------------- | ------------- | ------------- | ------------- | ------------- | ------------- | ------------- | ------------- | ------------- | ------------- |
| Джерело: Climate-Data.org (англ.) |               |               |               |               |               |               |               |               |               |               |               |               |               |

## Історія
Село вперше згадується 1610 року. На початку XX століття в Ясенці було 30 домів та 222 мешканці. Станом на 1906 рік у селі нараховувалося 33 двори та мешкало 165 осіб. Воно входило до складу Домбровицької волості Рівненського повіту Волинської губернії Російської імперії. У 1918—1920 роки нетривалий час перебувало в складі Української Народної Республіки.
У 1921—1939 роки входило до складу Польщі. У 1921 році Ясинець входив до складу гміни Домбровиця Сарненського повіту Поліського воєводства Польської Республіки. 1930 року Сарненський повіт приєднаний до складу Волинського воєводства. У 1936 році входив до однойменної громади, до якої також належали лісничівки Каравиця і Рівчаки та хутір Садівне.
З 1939 року — у складі Дубровицького району Рівненської області УРСР. Після встановлення у 1939 році радянської влади декілька мешканців села були репресовані, серед них — Баньковські Цезарія, Йосип, Мойсей, Михайло, Василь, Олег Мезян, Надія та Аркадій Сікорські — у 1940 році, Парасковія Баньковська, Ольга Лясковець та Роман Шафранський — у 1944 році.
Під час Другої світової війни в селі діяло українське націоналістичне підпілля, деякі мешканці села долучилися до національно-визвольної боротьби в лавах УПА та ОУН. У жовтні 1943 року місцевою провідницею була жінка з псевдо «Береза», шефом Червого Хреста — «Марина», господарчою — «Зірниця», зв'язковою — «Рожа». За даними українського націоналістичного підпілля 22 грудня 1943 року банда більшовицьких партизанів (90 осіб) під проводом «Яши» та «Карпа» при переході через села Селець та Ясинець спалила в Ясинці 10 хат, які, як вони вважали, належали «бульбівцям». Загалом встановлено 13 жителів села, які брали участь у визвольних змаганнях, з них 5 загинуло, 7 було репресовано.
У 1947 році село Ясенець разом з хуторами Рівчаки та Садівне підпорядковувалося Ясенецькій сільській раді Дубровицького району Ровенської області УРСР. Пізніше село було приєднане до Селецької сільської ради (до 1965 року). До 1965 року знятий з обліку у зв'язку з переселенням жителів хутір Рівчаки, а хутір Вигін включений до складу Ясинця. Рішенням Дубровицької райради депутатів трудящих від 17 червня 1950 року 4 господарства колгоспу ім. РСЧА села Ясинець були занесені у список «бандпособницьких» і підлягали вивозу за межі УРСР. 1951 року ясинецький колгосп імені РСЧА, головою якого був фронтовик-офіцер О. С. Мобило, приєднано до сусіднього колгоспу імені Сталіна села Селець. З 13 липня до 3 серпня 1953 року маршрутна експедиція під керівництвом М. Ломової, обстежуючи Рокитнянський та Дубровицький райони Рівенської області, серед низки інших населених пунктів відвідала Ясинець. У 1960-х роках в процесі колективізації в селі знищено садибу Костянтина Олександровича Рабешка.
Відповідно до прийнятої в грудні 1989 року постанови Ради Міністрів УРСР село занесене до переліку населених пунктів, які зазнали радіоактивного забруднення внаслідок аварії на Чорнобильській АЕС, жителям виплачувалася грошова допомога. Згідно з постановою Кабінету Міністрів Української РСР, ухваленою в липні 1991 року, село належало до зони гарантованого добровільного відселення. На кінець 1993 року забруднення ґрунтів становило 2,67 Кі/км² (137Cs + 134Cs), молока — 6,08 мКі/л (137Cs + 134Cs), картоплі — 0,81 мКі/кг (137Cs + 134Cs), сумарна доза опромінення — 192 мбер, з якої: зовнішнього — 35 мбер, загальна від радіонуклідів — 157 мбер (з них Cs — 146 мбер).
У 2012 році відбулася газифікація сіл Ясинець і Селець у рамках програми газифікації Дубровицького району. Відповідно до Розпорядження Кабінету Міністрів України від 12 червня 2020 року № 722-р «Про визначення адміністративних центрів та затвердження територій територіальних громад Рівненської області» увійшло до складу Дубровицької міської громади. Постановою Верховної Ради України № 807-IX від 17 липня 2020 року ліквідований Дубровицький район, Ясинець у складі Дубровицької міської громади увійшов до Сарненського району.

## Населення
Станом на 1859 рік, у власницькому селі Ясинець налічувалося 12 дворів та 97 жителів (48 чоловіків і 49 жінок), з них 79 православних, 15 римо-католиків і 3 євреїв. На початку XX століття в Ясенці було 30 домів та 222 мешканці. Станом на 1906 рік у селі нараховувалося 33 двори та мешкало 165 осіб.
За переписом населення Польщі 10 вересня 1921 року в селі налічувалося 59 будинків та 356 мешканців, з них: 170 чоловіків та 186 жінок; 318 православних, 32 римо-католики та 6 юдеїв, стільки ж (відповідно) українців, поляків та євреїв.
Згідно з переписом УРСР 1989 року чисельність наявного населення села становила 581 особа, з яких 285 чоловіків та 296 жінок. На кінець 1993 року в Ясинці мешкало 532 жителі, з них 159 — дітей.
За переписом населення України 2001 року в селі мешкало 545 осіб. Густота населення — 788,41 особи/км². У 2011 році населення села становило 540 осіб. Станом на 2017 рік населення села становить 508 осіб.

### Мова
Розподіл населення за рідною мовою за даними перепису 2001 року:
| Мова       | Осіб | Відсоток |
| ---------- | ---- | -------- |
| українська | 542  | 99,63 %  |
| російська  | 2    | 0,37 %   |

### Вікова і статева структура
Структура жителів села за віком і статтю (станом на 2011 рік):
| Вік   | Чоловіків | Жінок | Разом |
| ----- | --------- | ----- | ----- |
| 0-17  | 71        | 60    | 131   |
| 18-39 | 89        | 83    | 172   |
| 40-59 | 76        | 59    | 135   |
| 60+   | 37        | 65    | 102   |
| Разом | 273       | 267   | 540   |

### Соціально-економічні показники
| Працездатне населення | Працездатне населення | Працездатне населення | Працездатне населення | Працездатне населення | Працездатне населення | Непрацездатне населення | Непрацездатне населення | Непрацездатне населення | Непрацездатне населення | Непрацездатне населення | Непрацездатне населення | Все населення |
| Чоловіки              | Чоловіки              | Жінки                 | Жінки                 | Разом                 | Разом                 | Чоловіки                | Чоловіки                | Жінки                   | Жінки                   | Разом                   | Разом                   | 540           |
| ос.                   | %                     | ос.                   | %                     | ос.                   | %                     | ос.                     | %                       | ос.                     | %                       | ос.                     | %                       | 540           |
| --------------------- | --------------------- | --------------------- | --------------------- | --------------------- | --------------------- | ----------------------- | ----------------------- | ----------------------- | ----------------------- | ----------------------- | ----------------------- | ------------- |
| 64                    | 12                    | 100                   | 19                    | 164                   | 32                    | 55                      | 10                      | 56                      | 11                      | 111                     | 19                      | 540           |

| Зайняті  | Зайняті  | Зайняті | Зайняті | Зайняті | Зайняті | Безробітні | Безробітні | Безробітні | Безробітні | Безробітні | Безробітні | Все населення |
| Чоловіки | Чоловіки | Жінки   | Жінки   | Разом   | Разом   | Чоловіки   | Чоловіки   | Жінки      | Жінки      | Разом      | Разом      | 540           |
| ос.      | %        | ос.     | %       | ос.     | %       | ос.        | %          | ос.        | %          | ос.        | %          | 540           |
| -------- | -------- | ------- | ------- | ------- | ------- | ---------- | ---------- | ---------- | ---------- | ---------- | ---------- | ------------- |
| 94       | 4        | 252     | 11      | 346     | 15      | 390        | 16         | 296        | 12         | 687        | 28         | 540           |

| Дорослі | Діти | Пенсіонери | Інваліди Німецько-радянської війни | Учасники бойових дій | Інваліди всіх груп і категорій | Люди, які обслуговуються служб. соц. допом. на дому | Неповні сім'ї | Діти з неповних сімей | Багатодітні сім'ї | Діти з багатодітних сімей | Діти-інваліди | Діти-сироти | Одинокі багатодітні матері |
| ------- | ---- | ---------- | ---------------------------------- | -------------------- | ------------------------------ | --------------------------------------------------- | ------------- | --------------------- | ----------------- | ------------------------- | ------------- | ----------- | -------------------------- |
| 374     | 152  | 157        | -                                  | -                    | 25                             | 1                                                   | 5             | 7                     | 12                | 44                        | -             | 7           | -                          |

## Політика

### Органи влади
Село Ясинець до 2020 року підпорядковувалося Селецькій сільській раді.

### Всеукраїнські вибори
Село Ясинець входить до виборчого округу № 155. У селі міститься виборча дільниця № 560286, яка розташована у читальному залі сільської бібліотеки. Станом на 2011 рік кількість виборців становила 388 осіб. Результати виборів:
- Парламентські вибори 2002: зареєстровано 387 виборців, явка 88,63 %, найбільше голосів віддано за Блок Віктора Ющенка «Наша Україна» — 57,14 %, за Виборчий блок Юлії Тимошенко — 12,82 %, за За єдину Україну! — 8,74 %[51].
- Вибори Президента України 2004 (третій тур): зареєстровано 397 виборців, явка 81,36 %, з них за Віктора Ющенка — 72,04 %, за Віктора Януковича — 8,31 %[52].
- Парламентські вибори 2006: зареєстровано 381 виборець, явка 77,69 %, найбільше голосів віддано за Блок Юлії Тимошенко — 33,19 %, за «Нашу Україну» — 23,99 %, за Український народний блок Костенка і Плюща — 10,81 %[53].
- Парламентські вибори 2007: зареєстровано 393 виборця, явка 68,96 %, найбільше голосів віддано за Блок Юлії Тимошенко — 47,97 %, за Блок Литвина — 20,30 %, за Наша Україна — Народна самооборона — 16,61 %[54].
- Вибори Президента України 2010 (перший тур): зареєстровано 382 виборця, явка 72,78 %, найбільше голосів віддано за Юлію Тимошенко — 47,48 %, за Володимира Литвина — 19,07 %, за Віктора Януковича — 8,63 %[55].
- Вибори Президента України 2010 (другий тур): зареєстровано 386 виборців, явка 73,58 %, з них за Юлію Тимошенко — 82,75 %, за Віктора Януковича — 16,55 %[56].
- Парламентські вибори 2012: зареєстровано 419 виборців, явка 76,85 %, найбільше голосів віддано за Партію регіонів — 48,45 %, за Всеукраїнське об'єднання «Батьківщина» — 31,37 %, за «УДАР» — 8,08 %[57]. В одномандатному окрузі найбільше голосів отримав Сорока Микола Петрович (ПР) — 59,32 %, за Кошина Сергія Мефодійовича («Батьківщина») — 26,07 %, за Яніцького Василя Петровича (самовисування) — 10,87 %[58].

## Культура
У селі діє сільський клуб на 95 місць, який станом на 2016 рік потребував капітального ремонту. Діє публічно-шкільна бібліотека, книжковий фонд якої становлять 6334 книги та яка має 4 місця для читання, 1 особу персоналу, кількість читачів — 350 осіб. При бібліотеці був організований клуб любителів поезії «Орлині крила».
Для Ясинця, як і для багатьох інших сіл Правобережного Полісся, характерні особливі народні уявлення про лелеку (буська), які досліджувалися науковцями.

## Релігія

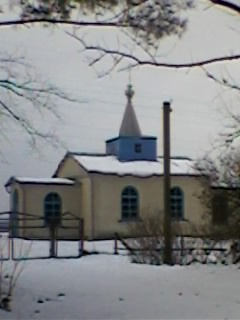
Капличка в Ясинці

У першій половині XIX століття село належало до греко-католицької парафії церкви Різдва Богородиці містечка Домбровиця Ровенського повіту, а в 1840-х роках та другій половині XIX століття — до приходу православної церкви Різдва Пресвятої Богородиці містечка Домбровиця Домбровицької волості. Католицька громада села в 1938 році належала до парафії Домбровиці.
Релігійна громада Ясинця належить до церкви святого Миколая та дому молитви в Сельці. За церковним адміністративним поділом Селецька парафія належить до Дубровицького благочиння. У селі є своя капличка та цвинтар.[джерело?]

## Освіта
У селі діяла загальноосвітня школа I ступеня. У 2011 році в ній навчалося 16 учнів (із 40 розрахованих) та викладало 4 учителі. У вересні 2011 року діяльність школи, де отримати можна було лише початкову освіту, було призупинено на невизначений час районними чиновниками згідно із вказівкам верхів про укрупнення шкіл, хоча на зборах односельці на питання про закриття школи висловились негативно. Тепер діти повинні здобувати знання в Селецькій загальноосвітній школі.[джерело?]

## Промисловість
Біля села Ясинець ведеться незаконний видобуток бурштину. На території сіл Ясинець, Людині та Партизанського діє ТОВ «Ред. Мет», яка початково заявлявляло, що проводить геологічну розвідку. Проте у 2014 році місцеві жителі стверджували, що під виглядом георозвідувальних робіт проводиться підготовка до промислового видобутку бурштину. Згодом у 2016 році Рівненська обласна рада надала компанії дозвіл на видобуток бурштину, а у грудні 2016 року Селецька сільська рада підписала з «Ред. Мет» інвестиційну угоду на три мільйони гривень, за якою компанії надавалося право на видубуток бурштину на території, підпорядкованій сільраді.

## Інфраструктура
Село має дві вулиці — Садову та Івана Франка. Село газифіковане. В Ясинці також діють декілька магазинів, медпункт, цвинтар та капличка.[джерело?] У минулому працював колгосп.

#### Книги
- Літопис УПА / НАН України. Інститут української археографії та джерелознавства ім . М. С. Грушевського. — Київ-Торонто : Видавництво «Літопис УПА» та ін, 2007. — Т. 11: Мережа ОУН(б) і запілля УПА на території ВО «Заграва», «Турів», «Богун» (серпень 1942 — грудень 1943 рр.). — 849 с.

#### Офіційні дані та нормативно-правові акти
- Паспорт Дубровицького району (станом на 1 січня 2011 року) (doc). Дубровицька районна рада. Архів оригіналу за 10 лютого 2015. Процитовано 27 квітня 2014.

#### Мапи
- Історичний Атлас України / Гол. ред. Л. Винар; Упорядн.: І. Тесля, Е. Тютько. Українське історичне товариство. — Монреаль; Нью-Йорк; Мюнхен, 1980. — 182 с.